# La Canyada del Trigo
La Canyada del Blat (oficialment Cañada del Trigo) és un poble catalanoparlant del Carxe situat al terme municipal de Jumella, prop de la frontera amb el terme municipal de El Pinós (Vinalopó Mitjà) i a la dreta de la rambla de la Raixa. Registrava 161 habitants el 2013.

## Economia
El clima de la comarca, caracteritzat per l'escassetat de precipitacions i un nombre elevat d'hores de sol a l'any, així com les característiques del sòl, pobre en matèria orgànica, fan propici el cultiu de la vinya, la qual esdevé el motor de l'economia de la Canyada del Blat. En aquesta pedania hi ha establida una cooperativa de vins i alguns cellers.
El vi s'elabora en cellers artesanals i el raïm que ells no poden transformar és venut en pobles veïns. Aquests vins tenen una graduació que oscil·la entre els 12º per als negres i els 11º per als rosats.

## Festes
Les festes se celebren del 3 al 15 d'agost en honor de la seua patrona, la Mare de Déu dels Remeis. El programa de festes inclou un Festival de Folklore amb grups de música, un sopar popular entre els veïns, una cercavila i un esmorzar popular. Durant les nits tenen lloc revetles musicals. El dia 15, dia gran en les festes de la localitat, es duu a terme una cercavila al matí, esmorzar i una missa. Se celebra una ofrena de flors i seguidament la processó transcorre pels carrers de la pedania. Per a la fi de festa, té lloc un castell de focs artificials i una revetla.